# Gwido z Arezzo
Gwido z Arezzo, Aretinus, Guido Monaco (ur. 990–1000, zm. 1045–1050) – włoski benedyktyn z opactwa Pomposa, teoretyk muzyki, czczony jako błogosławiony Kościoła katolickiego.

## Życiorys
Pierwsze nauki pobierał w opactwie w Pomposa koło Ferrary. W 1025 roku, za wstawiennictwem bpa Teobalda, otrzymał stanowisko nauczyciela chóru chłopięcego w Arezzo, gdzie też przebywał przez dłuższy czas. Później sporo podróżował odwiedzając m.in. Saint-Maur-des-Fossés, Évreux, Saint-Denis i Canterbury. Potem wezwał go Jan XIX, któremu mógł wręczyć swoje Antiphonarium, streszczenie reguł rytmiki, z którego zachowała się Praefatio. Prawdopodobnie w ostatnich latach życia wstąpił do klasztoru kamedułów. Tęsknił za życiem mnicha-eremity w duchu św. Romualda, więc osiadł najpierw w klasztorze w Fonte Avellana, następnie w Camaldoli, w końcu powrócił do klasztoru Św. Krzyża w Fonte Avellana.
Udoskonalił zapis nutowy i wprowadził nową metodę śpiewu – solmizację, opartą na nazwach poszczególnych dźwięków heksachordu (diatonicznego postępu 6 dźwięków), utworzonych od początkowych zgłosek wierszy w hymnie na cześć św. Jana Chrzciciela: ut, re, mi, fa, sol, la (w XVII w., ze względu na trudność w wykonywaniu sylaby ut, zmieniono ją na do i dodano si).
W słynnym traktacie Micrologus (Micrologus de disciplina artis musicae) opisał praktykę polifoniczną swoich czasów – technikę organalną.
Napisał również pełny traktat o muzyce, oraz jego wierszowaną przeróbkę pod tytułem Regulae rhytmicae jak i Epistola de ignoto cantu.
Muzyka liturgiczna wczesnego średniowiecza, uprawiana w Europie Zachodniej, zapisywana była przy pomocy specjalnych znaków zwanych neumami (z języka greckiego vευμα - znak, skinienie). Podstawą notacji były dwa znaki: VIRGA (I) - kreska i PUNCTUM (.) - kropka). Najpierw neumy pisano na jednej linii, a na przełomie X i XI wieku Guido z Arezzo wprowadził dwie kolorowe linie – czerwoną dla dźwięku f i żółtą dla dźwięku c1.  Z czasem zaczęto używać czterech linii spełniających jednocześnie funkcję kluczy, co rozwiązało problem wysokości dźwięków. Notacja diastematyczna - zastąpiła ona notację cheironomiczną (z gr. cheir χέρι - ręka). Notacja diastematyczna, była to już notacja liniowa różnicująca położenie neum.

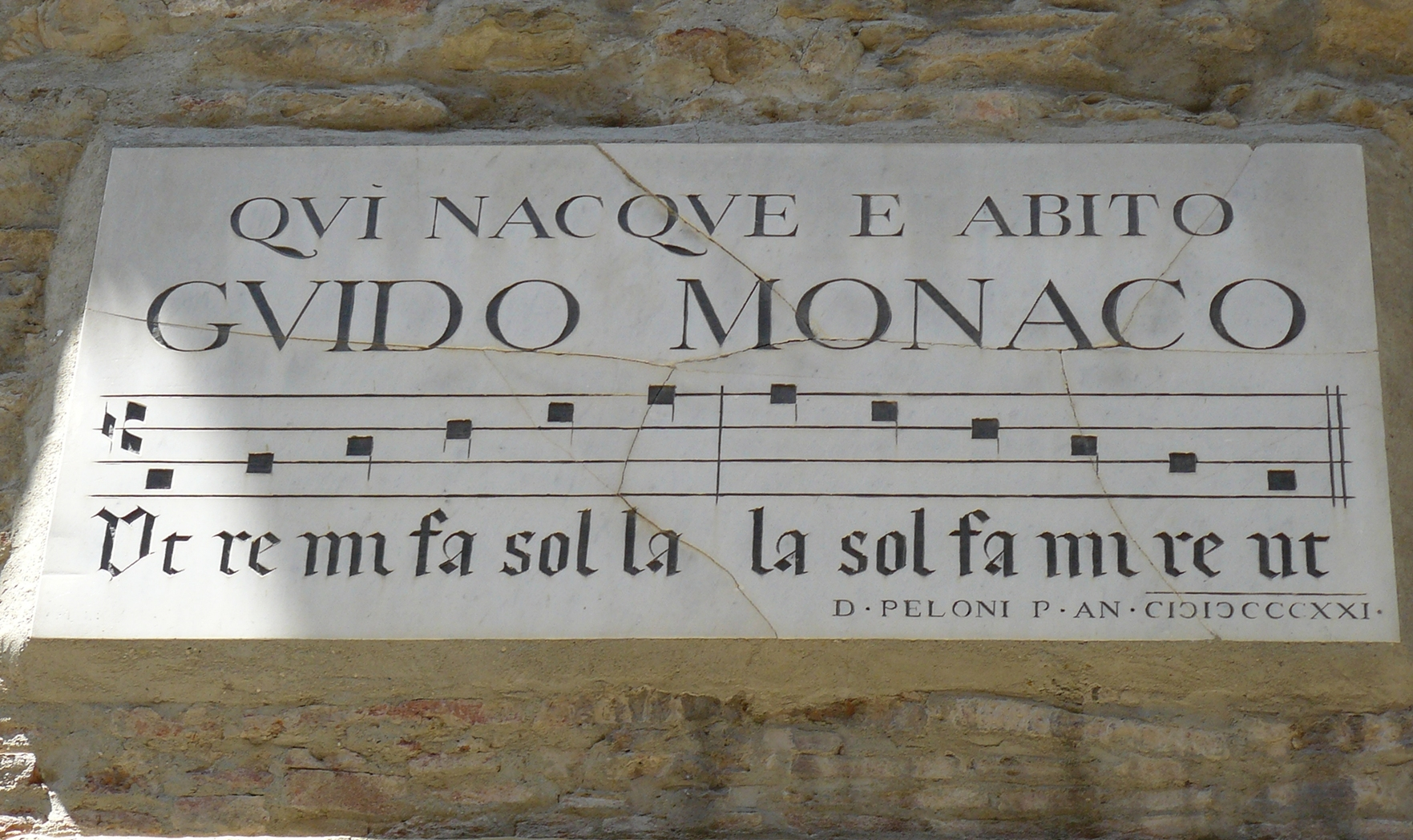
Pamiątka Gwidona z Arezzo, który stworzył system sol-fa.
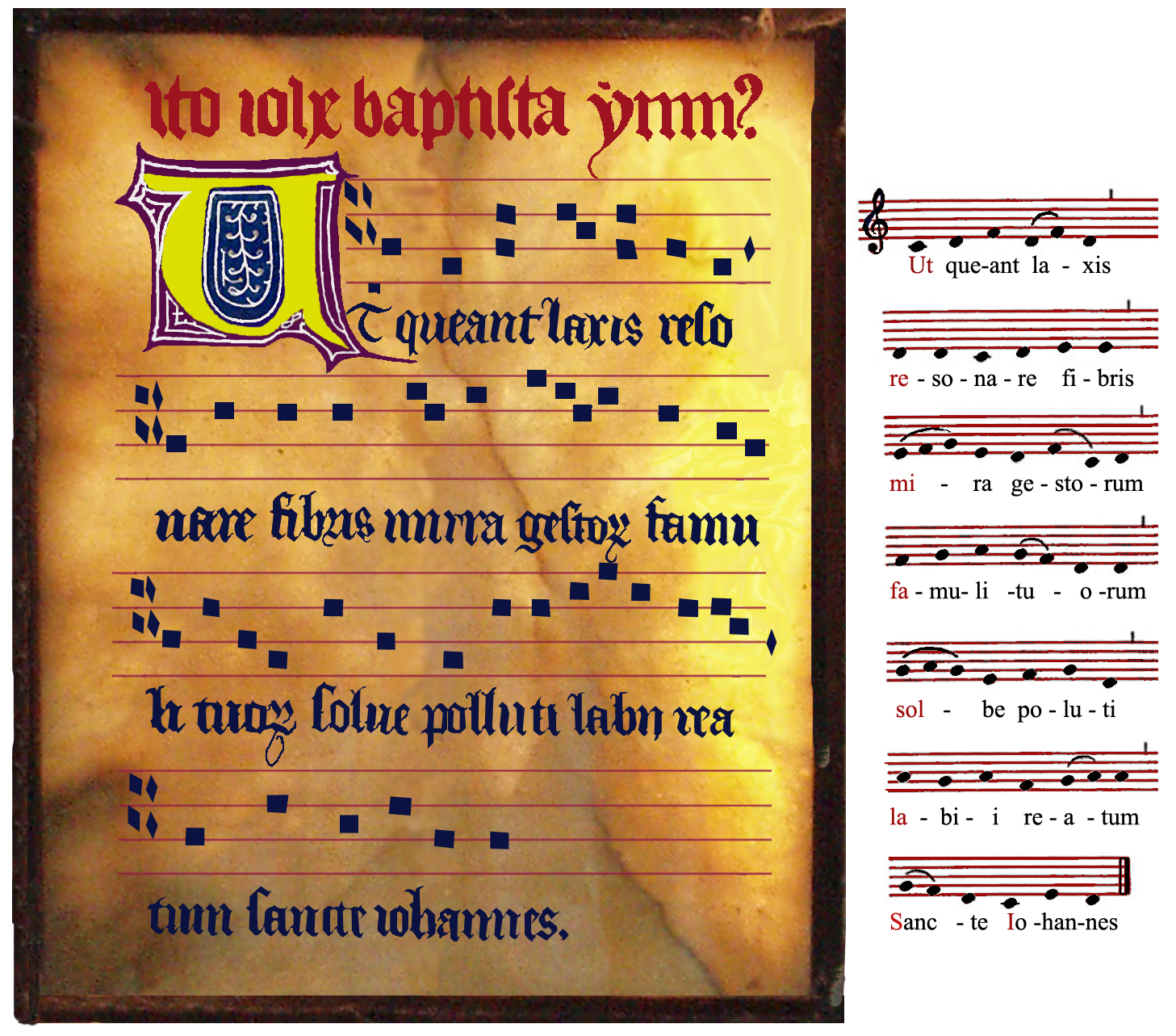
Hymn na cześć św. Jana Chrzciciela.

Dzięki zasługom na niwie muzycznej, od XVI wieku zaczęto czcić Gwidona jako błogosławionego. Jego imieniem nazwano krater na Merkurym (1976).
Wspomnienie liturgiczne bł. Gwidona obchodzone jest w Kościele rzymskokatolickim 7 września.